# 呉勝浩
呉 勝浩（ご かつひろ、1981年9月14日 - ）は、日本で活動する韓国国籍の小説家。学位は学士（芸術）（大阪芸術大学）。デビュー前の筆名は檎 克比朗（ご かつひろ）。本名は呉 勝浩（オ・スンホ、오 승호）。

## 来歴

### 生い立ち
1981年（昭和56年）、青森県八戸市に在日韓国人として生まれる。大阪芸術大学に進学し、芸術学部の映像学科を卒業した。それにともない、学士（芸術）の学位を取得した。在学中に就職活動を一切しておらず、卒業後はアルバイトで食いつないだ。インターネットや有線音楽放送の販売促進活動に従事していたが、当時の勤務態度について「ひどい不良アルバイターだった」 と述懐しており「担当エリアに着いたら、まずファミレスに行って、そこで本を読んでいました」 と語っている。最終的に、仕事中に持ち場を離れて焼き肉を食べに行っていたことが勤務先に露見したため、解雇された。当初はしらを切り「俺が食いに行った証拠でもあるんですか」 などと反論したが、焼き肉を食べている様子を勤務先の社員に目撃されていたという。なかなか次のアルバイトが見つからず、生活に不安を感じたことをきっかけに小説を書き始めた。

### 小説家として
2015年（平成27年）に『道徳の時間』で第61回江戸川乱歩賞を受賞し、デビューを果たす。受賞当時のペンネームは「檎克比朗」であったが、「読みづらい、書きづらい、覚えにくい」 との指摘があり、以降は「呉勝浩」の名義で活動する。コールセンターの管理者として勤務しながら、3日ある週休を執筆活動に充てている。2018年（平成30年）、『白い衝動』で第20回大藪春彦賞を受賞した。2020年（令和2年）には、『スワン』で第41回吉川英治文学新人賞と第73回日本推理作家協会賞長編および連作短編集部門を受賞した。2021年（令和3年）、『おれたちの歌をうたえ』で第165回直木三十五賞候補。

## 人物
在日韓国人であるが、朝鮮語は話せずハングルも理解できないという。自身のルーツについて「僕は在日韓国人です。ただ、よくいう何世かというのはよくわからなくて、正直、あまり関心もありません」 と述べている。「呉勝浩」は本名であるが、母国語での読み方は「オ・スンホ」となる。小説家として活動する際は、日本語風に「ごかつひろ」と読ませている。

## 文学賞受賞・候補歴
- 2014年 - 『極星クラブ』で第60回江戸川乱歩賞最終候補
- 2015年 - 『道徳の時間』で第61回江戸川乱歩賞受賞
- 2017年 - 『ロスト』で第19回大藪春彦賞候補
- 2018年 - 『白い衝動』で第20回大藪春彦賞受賞
- 2018年 - 『白い衝動』で第39回吉川英治文学新人賞候補
- 2018年 - 『ライオン・ブルー』で第31回山本周五郎賞候補
- 2019年 - 『マトリョーシカ・ブラッド』で第40回吉川英治文学新人賞候補
- 2019年 - 『雛口依子の最低な落下とやけくそキャノンボール』で第72回日本推理作家協会賞（長編および連作短編集部門）候補
- 2020年 - 『スワン』で第162回直木三十五賞候補
- 2020年 - 『スワン』で第41回吉川英治文学新人賞受賞
- 2020年 - 『スワン』で第73回日本推理作家協会賞（長編および連作短編集部門）受賞
- 2021年 - 『おれたちの歌をうたえ』で第165回直木三十五賞候補
- 2022年 - 咲くやこの花賞（文芸・その他部門）受賞
- 2022年 - 『爆弾』で第167回直木三十五賞候補

## ミステリ・ランキング
- 週刊文春ミステリーベスト10
  - 2019年 - 『スワン』13位
  - 2021年 - 『おれたちの歌をうたえ』10位
  - 2022年 - 『爆弾』4位
  - 2024年 - 『法廷占拠 爆弾2』5位

- このミステリーがすごい!
  - 2020年 - 『スワン』15位
  - 2022年 - 『おれたちの歌をうたえ』22位
  - 2023年 - 『爆弾』1位
  - 2024年 - 『素敵な圧迫』21位
  - 2025年 - 『法廷占拠 爆弾2』7位、『Q』17位

- 本格ミステリ・ベスト10
  - 2023年 - 『爆弾』23位

- ミステリが読みたい!
  - 2021年 - 『スワン』12位
  - 2022年 - 『おれたちの歌をうたえ』16位
  - 2023年 - 『爆弾』1位
  - 2025年 - 『法廷占拠 爆弾2』14位、『Q』17位

- MRC大賞
  - 2024年 - 『法廷占拠 爆弾2』6位

## 作品

### 単著
- 道徳の時間（2015年8月 講談社 / 2017年9月 講談社文庫）
- ロスト（2015年12月 講談社 / 2018年1月 講談社文庫）
- 蜃気楼の犬（2016年5月 講談社 / 2018年5月 講談社文庫）
- 白い衝動（2017年1月 講談社 / 2019年8月 講談社文庫）
- ライオン・ブルー（2017年4月 KADOKAWA / 2019年12月 角川文庫）
- マトリョーシカ・ブラッド (2018年7月 徳間書店 / 2022年5月 徳間文庫)
- 雛口依子の最低な落下とやけくそキャノンボール (2018年9月 光文社 / 2021年11月 光文社文庫)
- バッドビート(2019年3月 講談社 / 2021年4月 講談社文庫)
- スワン (2019年10月 KADOKAWA / 2022年7月 角川文庫)
- おれたちの歌をうたえ（2021年2月 文藝春秋 / 2023年8月 文春文庫）
- 爆弾（2022年4月 講談社 / 2024年7月 講談社文庫）
- 素敵な圧迫（2023年8月 講談社）
- Q（2023年11月 小学館）
- 法廷占拠 爆弾2（2024年7月 講談社）

### アンソロジー
「」内が呉勝浩の作品 
- 警察アンソロジー 所轄（2016年10月 ハルキ文庫）「オレキバ」 - 編：日本推理作家協会
- 1968 三億円事件（2018年12月 幻冬舎文庫）「ミリオンダラー・レイン」 - 編：日本推理作家協会
- 短篇ベストコレクション 現代の小説2019（2019年6月 徳間文庫）「素敵な圧迫」 - 編：日本文藝家協会
- 喧騒の夜想曲 最新ベスト・ミステリー（2019年12月 光文社）「論リー・チャップリン」 - 編：日本推理作家協会
- 超短編！ 大どんでん返し（2021年2月 小学館文庫）「花火の夜に」 - 編：小学館文庫編集部
- 刑事という生き方 警察小説アンソロジー（2021年3月 朝日文庫）「沈黙の終着駅」 - 編：村上貴史
- 警官の道（2021年12月 KADOKAWA）「Vに捧げる行進」